# San Nicolás de los Ranchos
San Nicolás de los Ranchos là một đô thị thuộc bang Puebla, México. Năm 2005, dân số của đô thị này là 9749 người.